# أبو غصون
قرية أبو غصون هي إحدى القرى التابعة لمركز مرسى علم في محافظة البحر الأحمر في جمهورية مصر العربية. حسب إحصاءات سنة 2018، بلغ إجمالي السكان في أبو غصون 1,025 نسمة، منهم 528 رجل و 497 امرأة.